# Teunis Wittenberg

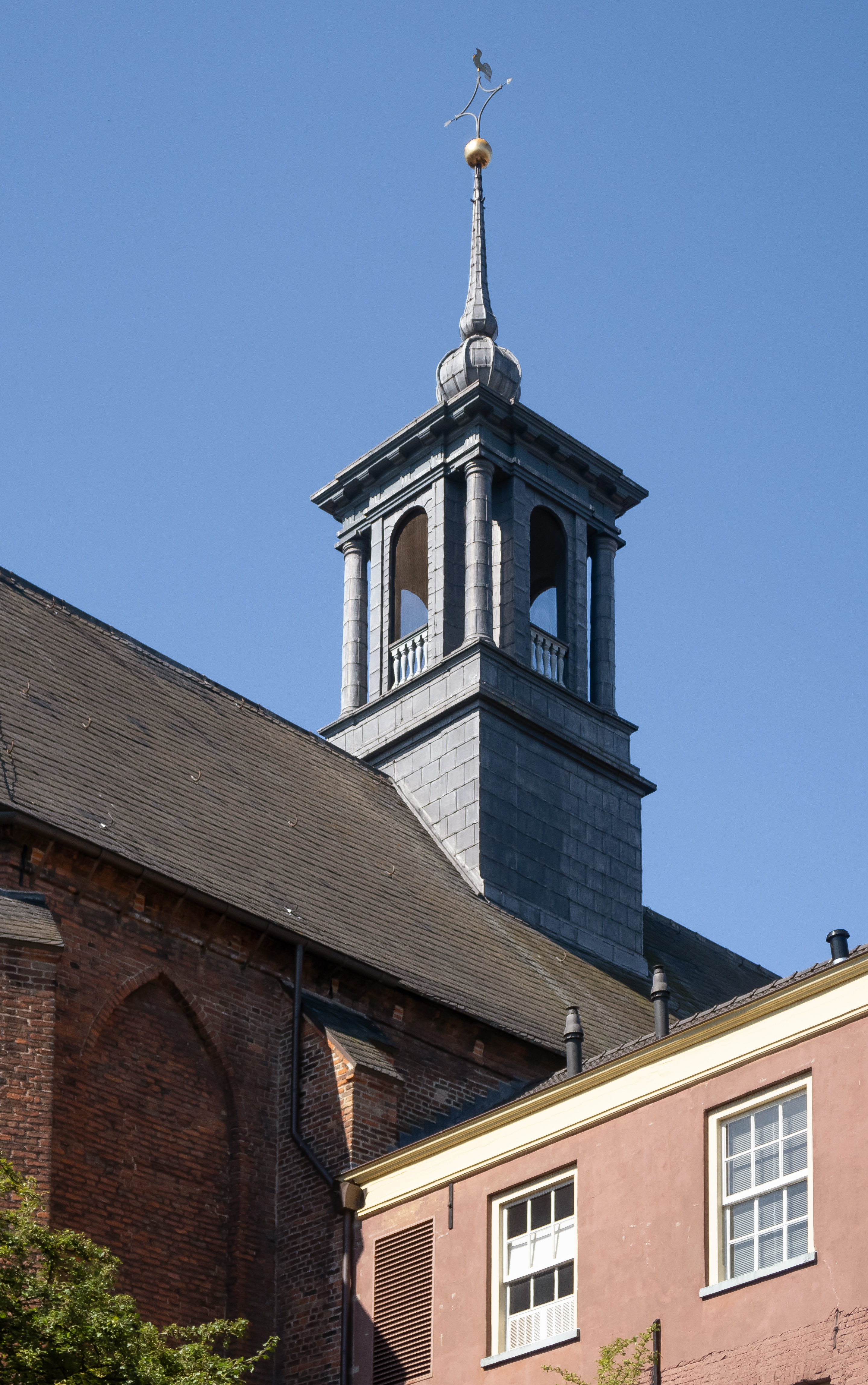
De dakruiter van de Broederenkerk in Zutphen

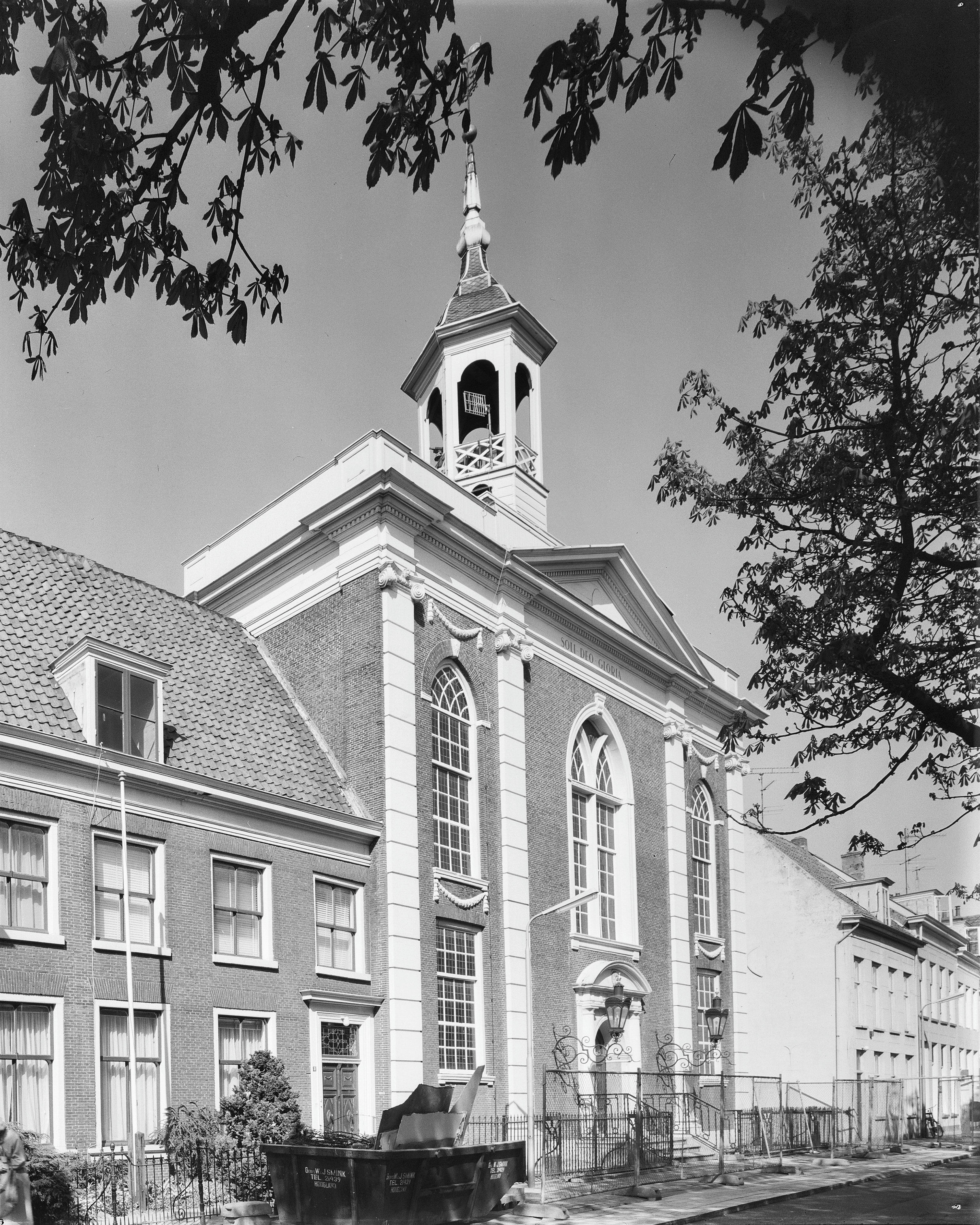
De St.Franciscus Xaverius in Amersfoort

Teunis Wittenberg (Amsterdam, 2 juni 1741 – Zutphen, 11 september 1816) was een Nederlands architect en landmeter. Hij was de zoon van Hendrick Wittenberg (1707?-1756) en Louise van der Veen (1707?-1760). Wittenberg trad liefst vijf maal in het huwelijk, met achtereenvolgens Elisabeth Est, Sara Lamberts, Maria Harmsen, Antoinetta Erminas Stumph en Aleida Buigholt.

## Aanstelling in Zutphen
Wittenberg werd in Amsterdam opgeleid als timmerman. Op 10 november 1769 werd hij aangesteld als architect en landmeter van het Kwartier van Zutphen, als opvolger van de in 1767 overleden Gerrit Ravenschot, nadat de vacante functie tijdelijk door de meestertimmerman van het kwartier, Barthold Bobbink, waargenomen was, en de daarna aanvankelijk benoemde Amsterdammer Jan Bolten vanwege de geringe bezoldiging al weer na korte tijd ontslag genomen had.
Vanaf 1 maart 1771 was Wittenberg ook architect van de stad Zutphen. Hij zou bijna een halve eeuw, tot zijn dood, beide functies blijven vervullen, nadat in 1777 een sollicitatie naar het stadsbouwmeesterschap van Zwolle was mislukt. In 1777 kocht hij het pand Beukerstraat 73, waar nog een bovenvoorkamer met zeer fraai stucplafond is ontdekt. Op 21 februari 1783 verkreeg hij het Zutphense burgerschap.

## Werk in stad en kwartier Zutphen
Wittenberg is onder andere bekend van het bouwen van de met lood beklede barokke dakruiter (1772) op het dak van de gotische Broederenkerk in Zutphen, waarvoor Bolten nog een eerste ontwerp had gemaakt. Voorts ontwierp hij voor Zutphen in 1780 en 1782 twee nieuwe stadspoorten, die echter niet werden gerealiseerd. Daarnaast construeerde hij voor de nabije omgeving van de stad in opdracht van de in 1769 opgerichte Berkelcompagnie diverse sluizen.
In het Kwartier Zutphen herstelde hij de afgebrande Hervormde Kerk van Steenderen (1783), construeerde hij voor de katholieken de in 1836 sterk verbouwde kerkschuur in Baak (1772) en herbouwde hij de al in 1843 vervangen kerkschuur in Keijenborg (1784).

## Bataafse en Franse Tijd
Wittenberg was een overtuigd aanhanger van de Patriotten en nam na de Bataafse Revolutie in 1795 zitting in het plaatselijke Comité Revolutionair. Mogelijk kende hij uit dien hoofde ook de eveneens patriotsgezinde Amsterdamse architect Jacob Otten Husly, die in het nabije Gorssel in 1785 de graftombe van de patriotse voorman Joan Derk van der Capellen tot den Pol had ontworpen. Wittenberg heeft er een tekening van gemaakt, die ten grondslag lag aan een prent van de Amsterdamse graveur Daniël Veelwaard uit 1788, vervaardigd nadat de graftombe in 1788 bij een Orangistische aanslag tot ontploffing was gebracht.
Daarbuiten voorzag Wittenberg in Harderwijk de Grote Kerk na instorting van de toren in 1798 van een nieuwe westgevel. In 1809 behoorde hij tot de oprichters van de stedelijke tekenschool.
Uit 1811 is een hele reeks bouwtekeningen van zijn hand bewaard gebleven, onder andere voor gevangenissen en gendarmeriekazernes in elf plaatsen in oostelijk Gelderland. Nog in 1816 ontwierp hij voor Amersfoort de neoclassicistische aan 't Zand.

## Fotogalerij

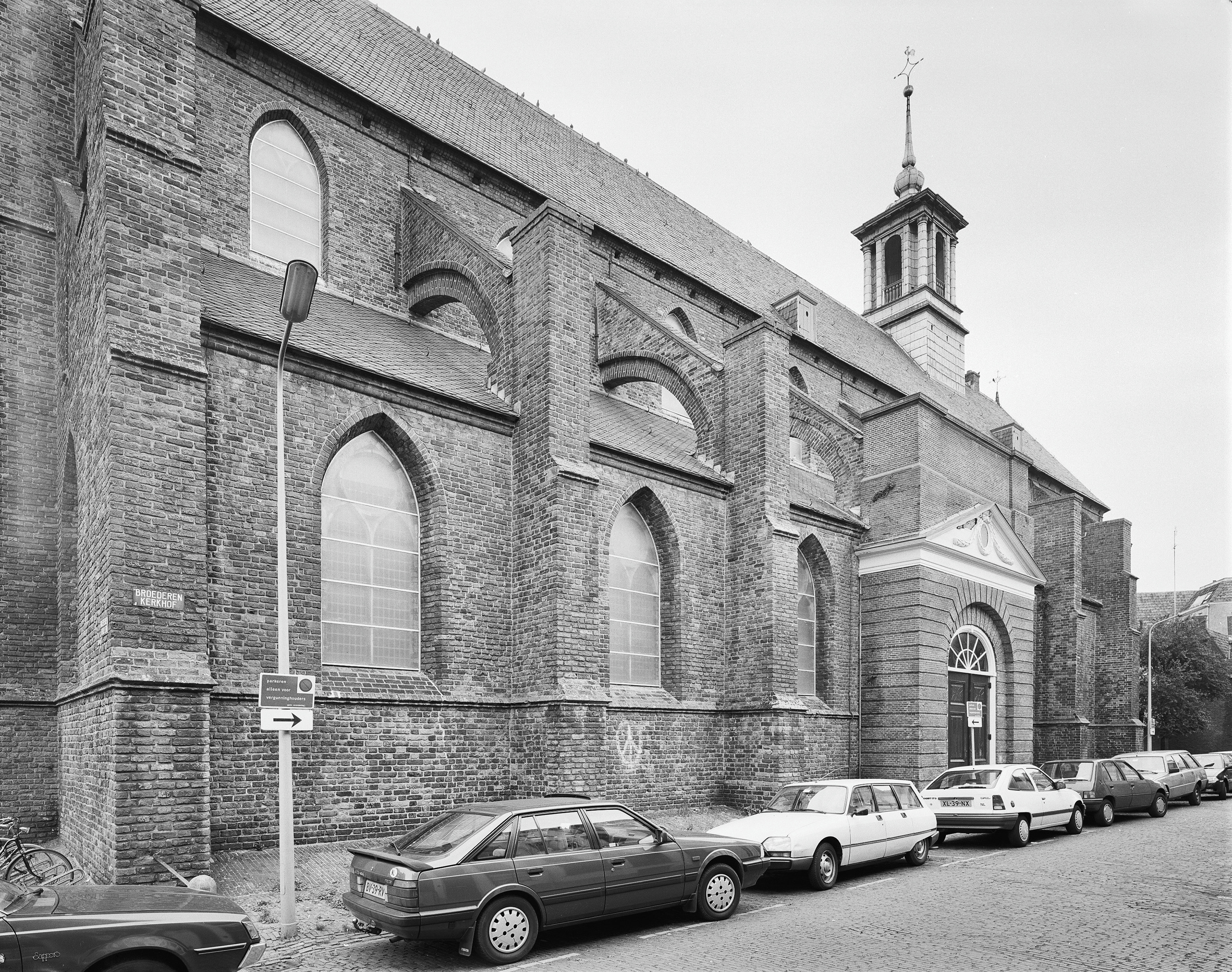
Zutphen: Broederenkerk met dakruiter
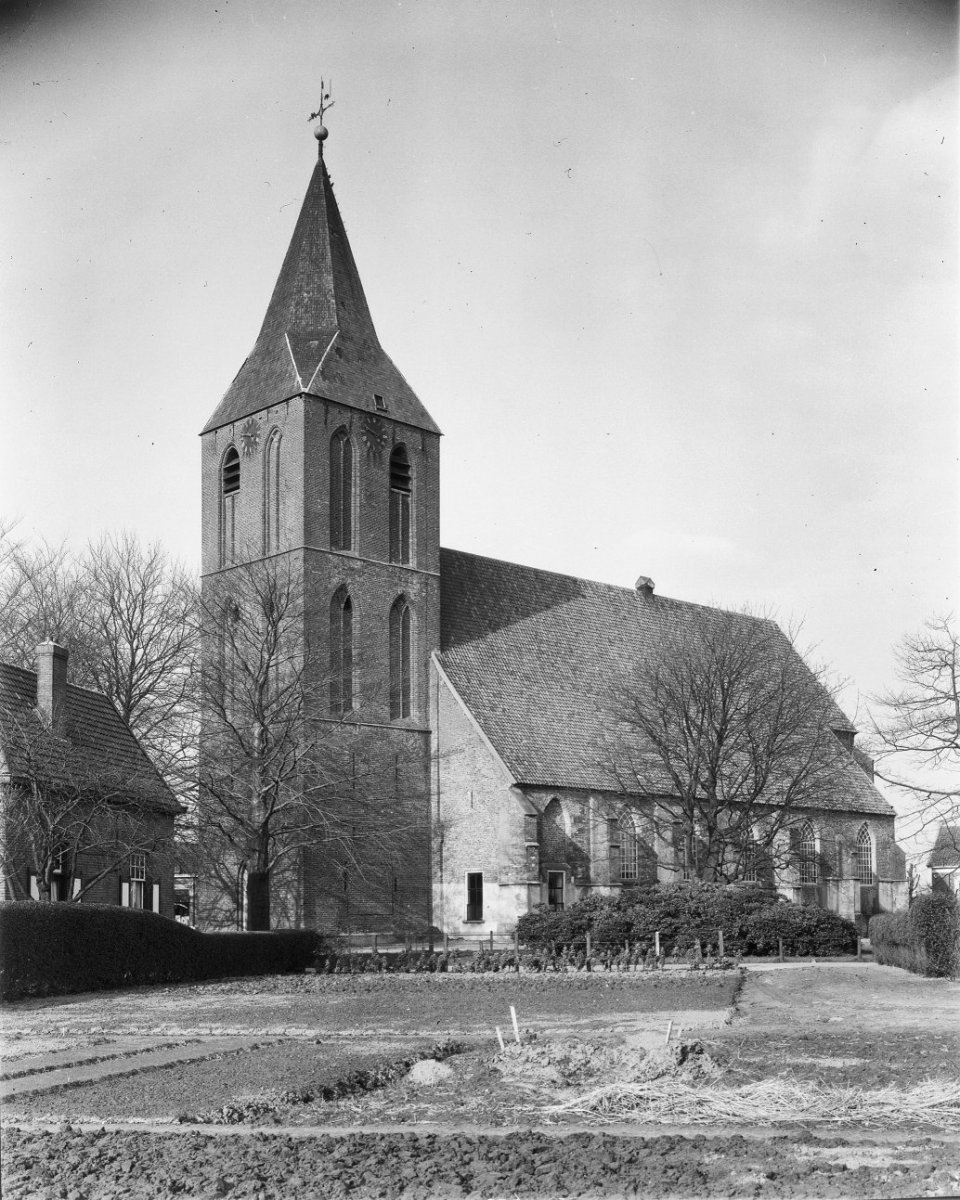
Steenderen: Hervormde Kerk
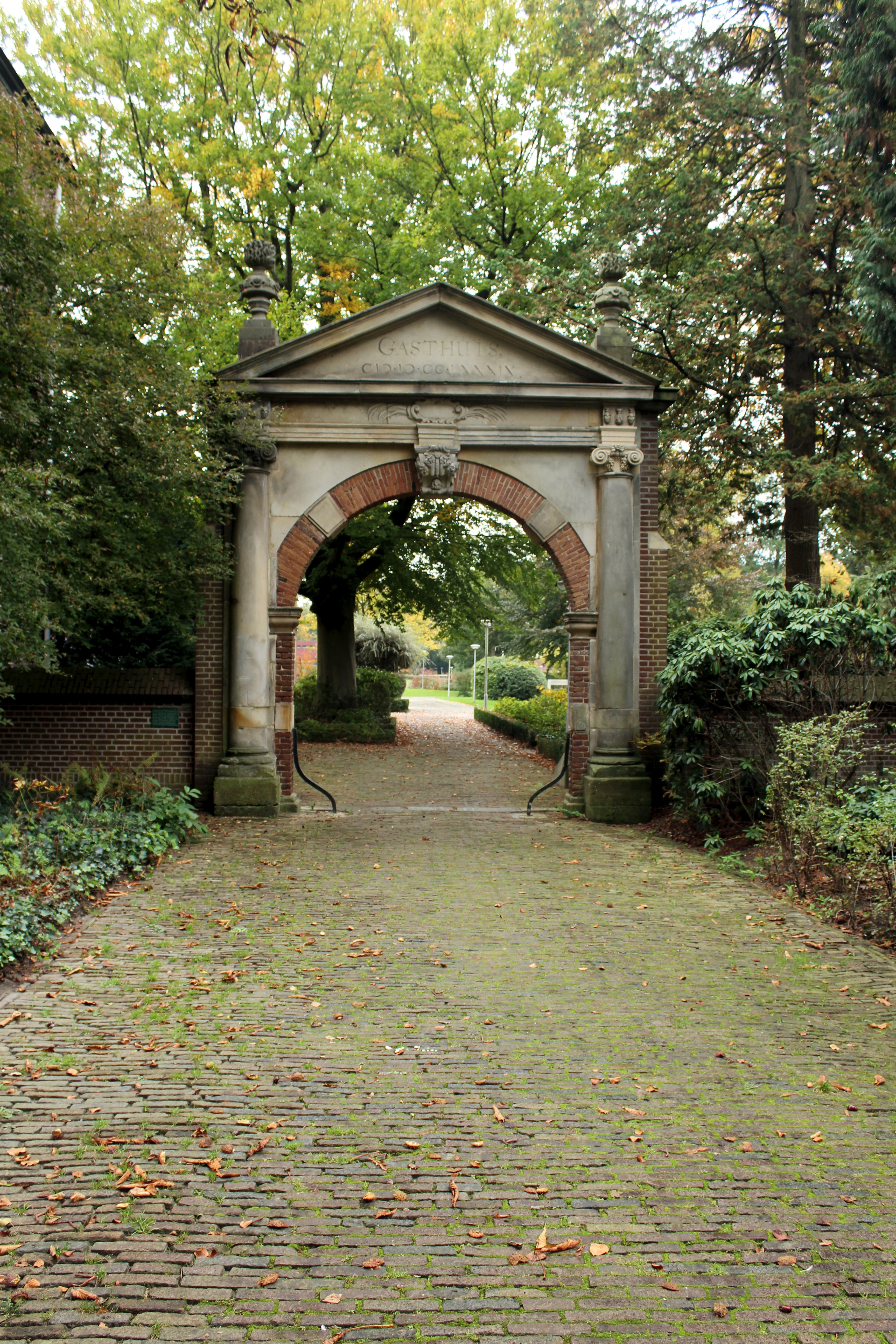
Warnsveld: Gasthuispoort
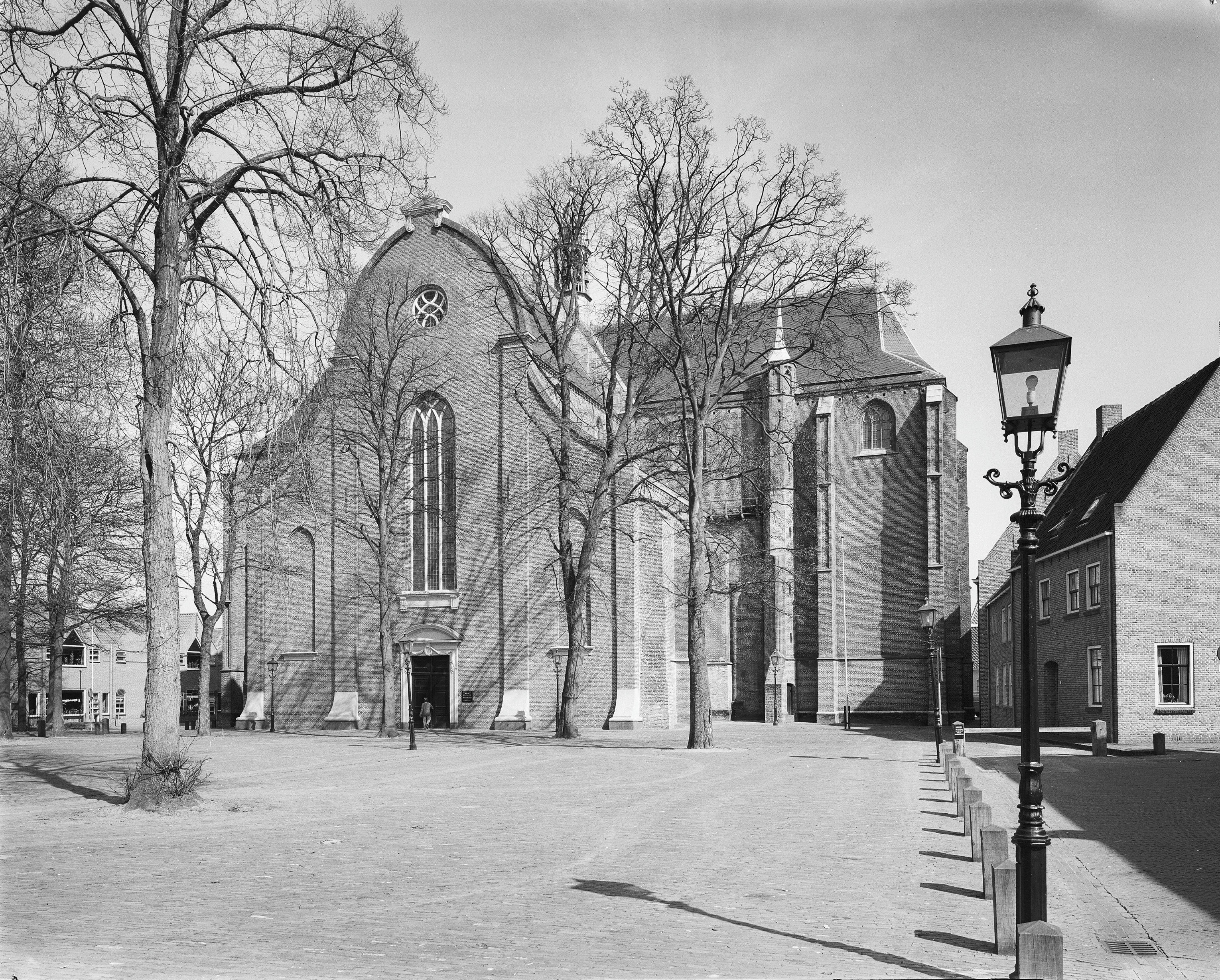
Harderwijk: Westgevel van de Grote Kerk
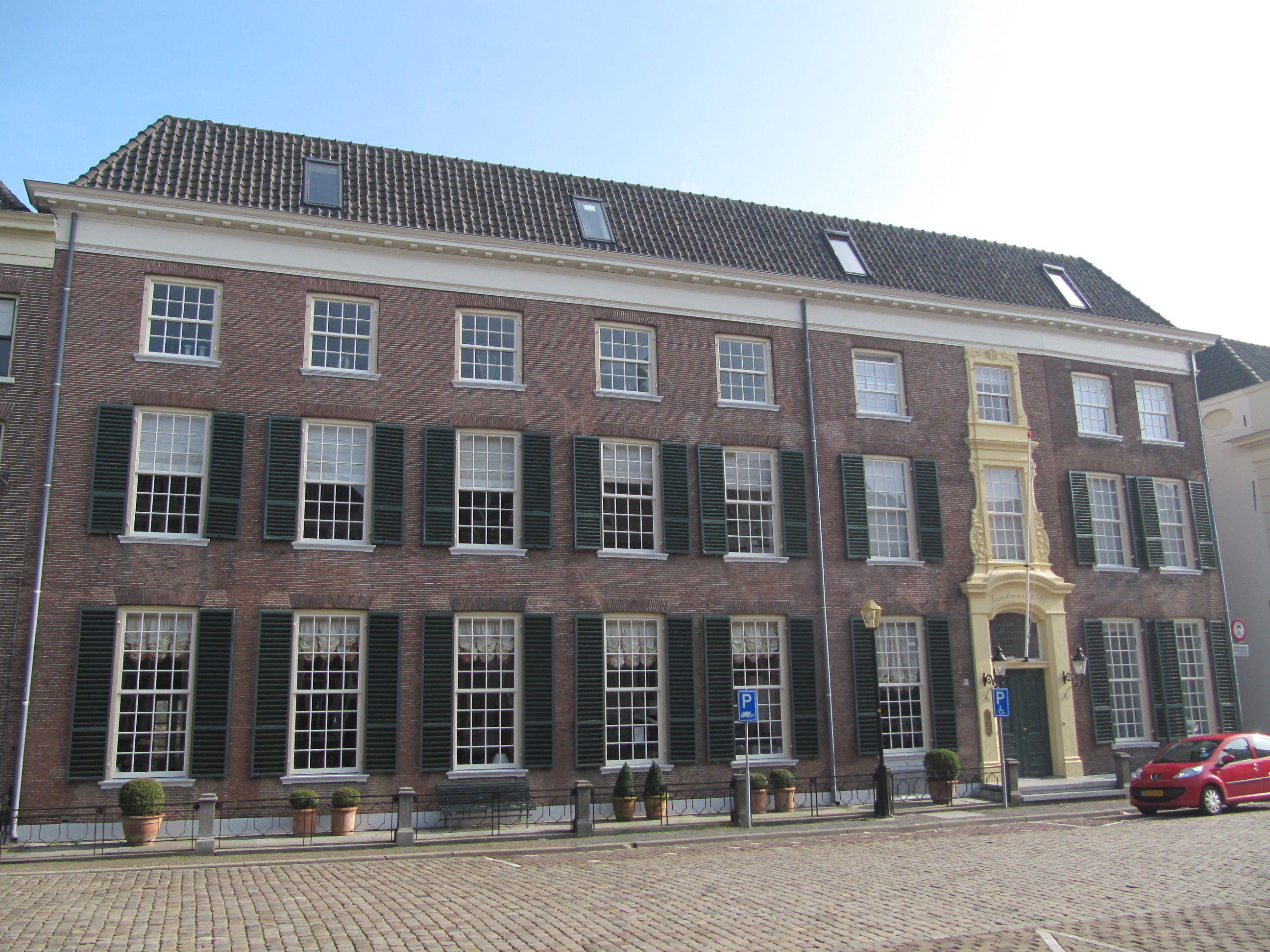
Zutphen: Zaadmarkt 91
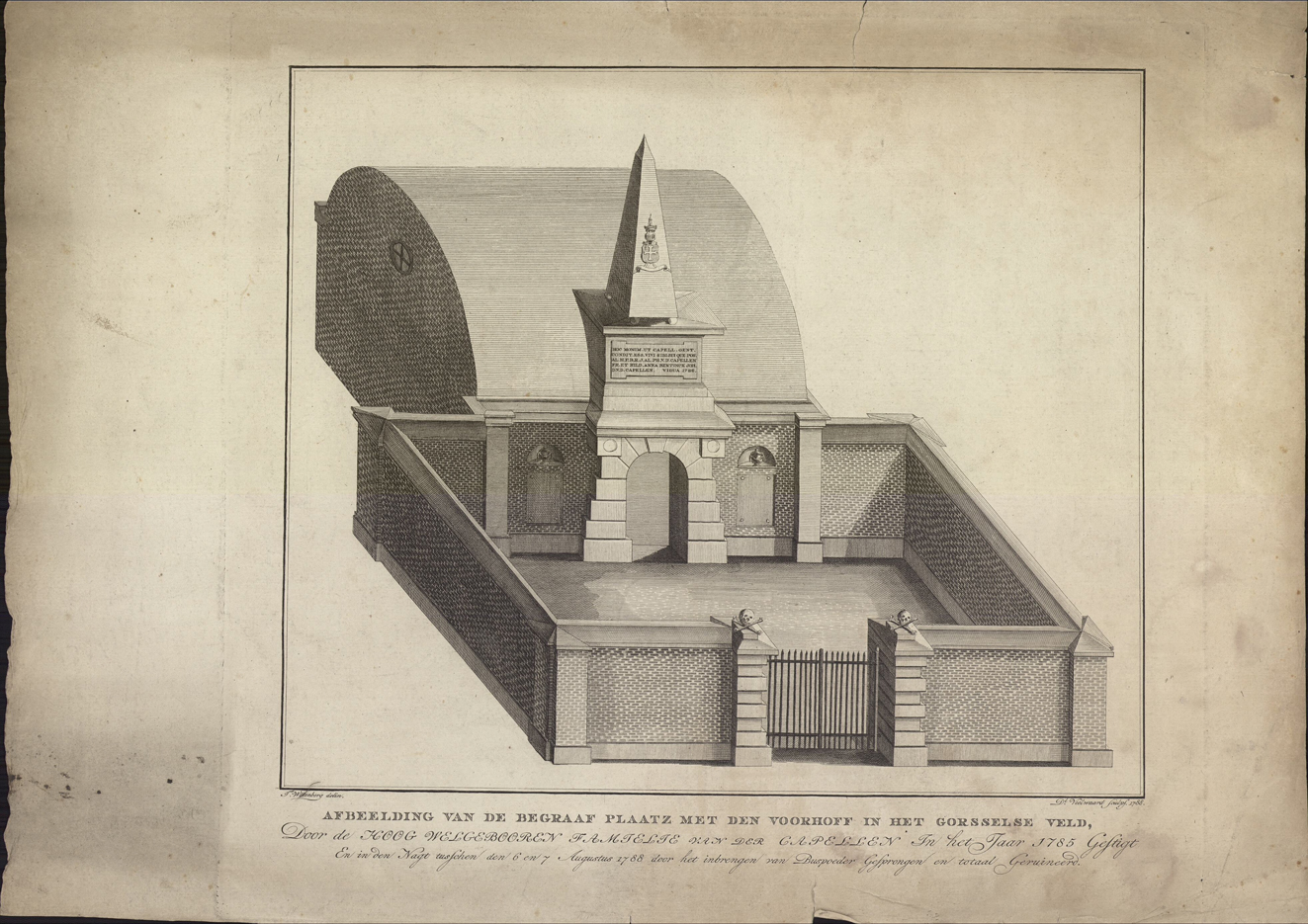
Gorssel: Graftombe van Joan Derk van der Capellen tot den Pol, ontworpen door Husly. Prent naar tekening van Wittenberg.

## Selectie van bestaande werken (chronologisch)
| Plaatsnaam | Gebouw                                               | Jaar      | Opmerkingen                                                   |
| ---------- | ---------------------------------------------------- | --------- | ------------------------------------------------------------- |
| Zutphen    | Broederenkerk                                        | 1772      | Bouw van met lood beklede dakruiter op de 14de-eeuwse kerk    |
| Baak       | St.Martinus                                          | 1772-1773 | Bouw van de schuurkerk (niet zeker)                           |
| Steenderen | Hervormde Kerk                                       | 1783      | Herbouw schip na brand door blikseminslag                     |
| Warnsveld  | Gasthuispoort                                        | 1789      | Bouw van de poort (niet zeker)                                |
| Harderwijk | Grote Kerk                                           | 1798      | Bouw van nieuwe westgevel na instorting van de toren          |
| Zutphen    | Zaadmarkt 91 (in de 19de eeuw Grand Hotel Du Soleil) | 1815      | Verbouw 15e-eeuws pand; uitbreiding, voorgevel en tuinontwerp |
| Amersfoort | St.Franciscus Xaverius                               | 1816-1817 | Bouw van de kerk                                              |

- Nederlandse Thesaurus van Auteursnamen: 382608429
- RKD-Nederlands Instituut voor Kunstgeschiedenis: 464117
- Virtual International Authority File: 311827508
- WorldCat: E39PBJf8xXgYqxFMgrxvJ8RMyd